# Französische Badmintonmeisterschaft 1984
Die Französische Badmintonmeisterschaft 1984 fand in Eaubonne statt. Es war die 35. Austragung der nationalen Titelkämpfe im Badminton in Frankreich.

## Titelträger
| Disziplin    | Sieger                            |
| ------------ | --------------------------------- |
| Herreneinzel | Benoît Pitte                      |
| Dameneinzel  | Anne Méniane                      |
| Herrendoppel | Benoît Pitte Christophe Jeanjean  |
| Damendoppel  | Anne Méniane Viviane Bonnay       |
| Mixed        | Jean-Claude Bertrand Anne Méniane |